# Нью-йоркский фестиваль ЛГБТ-кино
Нью-Йоркский фестиваль ЛГБТ-кино, NewFest (англ. New York Lesbian, Gay, Bisexual, & Transgender Film Festival) — международный фестиваль ЛГБТ-кино, телевизионной и видео продукции, ежегодно проходящий в течение одной недели в Нью-Йорке. Курируется некоммерческой медиа-организацией «The New Festival, Inc.», целью которой является показ новых художественных и документальных фильмов на тему ЛГБТ в Нью-Йоркской метрополии. Кинофестиваль основан в 1988 году.
Кроме показа кино на тему ЛГБТ, во время фестиваля на территории Бруклинской академии музыки проходит выставка «Лучшее на NewFest», проводится конкурс сценаристов «NewDraft» и действует форум «Logo Lounge», предоставляющий возможность для общения всем, кто интересуется современным кинематографом. NewFest также сотрудничает с ЛГБТ-центром в Нью-Йорке, в стенах которого ежемесячно проходят показы фестивальных фильмов.

## Приз Большого жюри
- 2020:  Ковбои[англ.],   Добро пожаловать в США (документальный),  Клавиатурные фантазии. История Беверли Гленн-Коупленд (документальный);
- 2019:  Дрожь[англ.],   Королева Лапы (документальный);
- 2018:  Жюли во свете и тьме[англ.],  Алтарь,  Сидни и друзья (документальный);
- 2017:  Чувства[англ.],  Город будущего,  Направляясь в Алабаму (документальный);
- 2011:    Обстоятельства[англ.] ,  Пропащая;
- 2010:  Близняшки Топп. Неприкасаемые девушки[англ.] ;
- 2009:  Попутный ветер[нем.],  Блудные сыновья[англ.] (документальный);
- 2008:  Затерянное побережье,     Удивительная правда о королеве Ракеле[англ.],     Быть как все;
- 2007:  Времена были лучше,  Спасительный брак;
- 2006:  Гимнастка,  На запад,  На природе (документальный);
- 2005:  Год без любви,  Маленький человек[англ.] (документальный);
- 2004:  Я люблю тебя,  Сад;
- 2003:  Женское,  Я есть (документальный),  Подарок[англ.] (документальный);
- 2002:   Феерия непонимания,  Отмороженные;
- 2001:  Призрак,  Бомбейский евнух (документальный);
- 2000:  Капли дождя на раскалённых скалах,  Наш дом. Очень правдивая история о детях гомосексуальных родителей (документальный).

## Приз зрительских симпатий
- 2020:  Знакомство с Эмбер[англ.],  Исцелён[англ.] (документальный);
- 2019:   А потом мы танцевали,  Ночь Суич-эн-плэй (документальный);
- 2018:  Друзья[англ.],  Сделано человеком (документальный);
- 2017:  Свидание для чёкнутой Мэри[англ.],  Удачное наследство;
- 2016:  Самоубийство капусты[англ.],  Политиканы (документальный);
- 2015:  Эти люди[англ.],  Та же разница[англ.] (документальный);
- 2014:  Сегодня я пойду домой один;
- 2013:  Свободное падение,  Разглядеть в темноте[англ.],  Валентайн-роуд[англ.] (документальный);
- 2012:  Мой лучший день,  Люби свободно или умри. Как епископ из Нью-Гэмпшира изменил мир (документальный);
- 2011:  Мудрые дети[англ.],  Черепаший холм, Бруклин,  Свидание на одну ночь;
- 2010:  Дети Бога;
- 2009:  Проклятый Миссисипи[англ.],  Флоран, королева Мясного рынка;
- 2008:  Театрализованное представление[англ.] (документальный);
- 2007:  Свадебный выход;
- 2006:  Жестокое и необычное[англ.] (документальный);
- 2005:  Левый переулок. По дороге с народным поэтом Аликсом Олсоном;
- 2004:  Женская пьеса;
- 2003:  Брат на обочине (документальный);
- 2002:  Рути и Конни. Каждая комната в доме (документальный);
- 2001:  Железные дамы[англ.].